# Mensa Select Games
Mensa Select Games ist ein Spielepreis für Brett-, Karten- und Rollenspiele, der von der amerikanischen Sektion des Verbandes Mensa International vergeben wird. Jedes Jahr wird dieser Preis fünf Spielen im Mind Games-Wettbewerb verliehen, die sich durch besondere intellektuelle Herausforderungen auszeichnen.
American Mensa hat auch den Zweck, die geistigen Fähigkeiten ihrer Mitglieder anzuregen und Gelegenheiten zum intellektuellen und sozialen Austausch untereinander zu fördern. Deswegen entspricht die Auswahl solcher Spiele diesem Zweck. Die Preisträger werden als solche auf der Verpackung und in der Werbung gekennzeichnet und in Buch- und Spieleläden in den USA findet sich oft ein Regal von Mensa-Select-Spielen. 

## Geschichte
Obwohl der Preis schon seit 1990 existiert, wird er erst seit 1996 quasi-demokratisch vergeben. Die ersten sechs Jahre wurden die Mensa-Select-Preisträger von einem Komitee in New York City ausgewählt. Seit 1996 treffen sich jährlich hunderte von Mensa-Mitgliedern bei Mind Games, einem Event, das jährlich stattfindet. Jeder Spieler spielt mindestens 30 der von den Spielverlagen eingereichten Spielen. Am Ende dieses Treffens wählt jeder seine Favoriten. Die fünf beliebtesten Spiele werden zu Mensa Select Preisträgern ernannt. Seit 2010 verleiht auch die deutsche Sektion von Mensa eine ähnliche Auszeichnung, den MinD-Spielepreis.
Seit 2013 gibt es neben der Preisträgerliste eine Empfehlungsliste von Mensa, die Mensa Recommended Games.

## Gewinnerliste
| 1990 • 1991 • 1992 • 1993 • 1994 • 1995 • 1996 • 1997 • 1998 • 1999 2000 • 2001 • 2002 • 2003 • 2004 • 2005 • 2006 • 2007 • 2008 • 2009 2010 • 2011 • 2012 • 2013 • 2014 • 2015 • 2016 • 2017 • 2018 • 2019 2020 • 2021 • 2022 • 2023 • 2024 • 2025 |

| Jahr | Stadt                  | Spiel                                                                     | Autor(en)                                                      | Spielverlag                              |
| ---- | ---------------------- | ------------------------------------------------------------------------- | -------------------------------------------------------------- | ---------------------------------------- |
| 1990 | New York City          | Abalone                                                                   | Michel Lalet Laurent Levi                                      | Abalone Hasbro                           |
| 1990 | New York City          | Scattergories                                                             | —                                                              | MB                                       |
| 1990 | New York City          | Taboo/Tabu                                                                | Brian Hersch                                                   | MB                                       |
| 1990 | New York City          | Tri-Bond                                                                  | Tim Walsh                                                      | Patch Products                           |
| 1990 | New York City          | Trivial Pursuit Genus                                                     | Chris Haney Scott Abbott                                       | Hasbro                                   |
| 1991 | New York City          | Clue - The Great Museum Caper (auch Galerie der Diebe) (ein Cluedo Spiel) | —                                                              | Hasbro                                   |
| 1991 | New York City          | Labyrinth der Meister                                                     | Max J. Kobbert                                                 | Ravensburger                             |
| 1991 | New York City          | Lapis                                                                     | —                                                              | Pango                                    |
| 1991 | New York City          | Pyramis                                                                   | Murray J. Gould James R. Longage                               | Abalone                                  |
| 1991 | New York City          | Set!                                                                      | Marsha Falco                                                   | Set Enterprises, Inc. Ravensburger       |
| 1992 | New York City          | Kinesis                                                                   | Adam M Byer                                                    | Cherry Street Games                      |
| 1992 | New York City          | Q4                                                                        | Raúl Pérez                                                     | Abalone                                  |
| 1992 | New York City          | Terrace                                                                   | Anton Dresden Buzz Siler                                       | Schmidt Spiele Siler/Siler Ventures      |
| 1992 | New York City          | Traverse                                                                  | —                                                              | Educational Insights                     |
| 1992 | New York City          | Why not?                                                                  | —                                                              | Our Game Co.                             |
| 1993 | New York City          | Farook                                                                    | —                                                              | Amuse Inc.                               |
| 1993 | New York City          | Inlings                                                                   | —                                                              | Mattel                                   |
| 1993 | New York City          | Overturn                                                                  | —                                                              | Mattel Pressman                          |
| 1993 | New York City          | Quadrature                                                                | —                                                              | Locus                                    |
| 1993 | New York City          | Quarto!                                                                   | Blaise Muller                                                  | Gigamic                                  |
| 1994 | New York City          | Char                                                                      | —                                                              | Bechter Productions Inc.                 |
| 1994 | New York City          | Chung Toi                                                                 | Reginald Chung                                                 | House of Chung Enterprises               |
| 1994 | New York City          | Slotter (Downfall)                                                        | —                                                              | Western Publishing Inc.                  |
| 1994 | New York City          | Magic: The Gathering                                                      | Richard Garfield                                               | Wizards of the Coast Hasbro              |
| 1994 | New York City          | Pylos oder Pyraos                                                         | David G. Royffe                                                | Gigamic                                  |
| 1995 | New York City          | Continuo                                                                  | Maureen Hiron                                                  | Schmidt Spiele                           |
| 1995 | New York City          | Duo                                                                       | Maureen Hiron                                                  | Ravensburger                             |
| 1995 | New York City          | Quixo                                                                     | Thierry Chapeau                                                | Gigamic                                  |
| 1995 | New York City          | Der Große Dalmuti The great Dalmuti (Le grand Dalmuti)                    | Richard Garfield                                               | Amigo Gigamic                            |
| 1995 | New York City          | Wordspin Scramble                                                         | —                                                              | Geospace Products                        |
| 1996 | New York City          | 6 nimmt! (Take 6)                                                         | Wolfgang Kramer                                                | Amigo Gigamic                            |
| 1996 | New York City          | Pirates Pirateers                                                         | Scott Peterson                                                 | Tactic                                   |
| 1996 | New York City          | Rat a Tat Cat                                                             | Monty Stambler Ann Stambler                                    | Gamewright Inc.                          |
| 1996 | New York City          | Qwadrangle                                                                | Maureen Hiron                                                  | Great American Trading Company           |
| 1996 | New York City          | Touché                                                                    | Wayne Bobette                                                  | Jumbo Tactic                             |
| 1997 | Chicago                | Hattrick!                                                                 | Klaus Palesch                                                  | Amigo                                    |
| 1997 | Chicago                | Rush Hour                                                                 | Nob Yoshigahara                                                | ThinkFun Binary Arts                     |
| 1997 | Chicago                | Quoridor                                                                  | Mirko Marchesi                                                 | Gigamic                                  |
| 1997 | Chicago                | Sagarian                                                                  | —                                                              | Sagarian                                 |
| 1997 | Chicago                | Stops                                                                     | —                                                              | Stops                                    |
| 1998 | Phoenix                | Avalam Bitaka Avalam                                                      | Philippe Deweys                                                | Fils-Fils                                |
| 1998 | Phoenix                | Cube Checkers                                                             | —                                                              | DCP Limited                              |
| 1998 | Phoenix                | Kram                                                                      | Melvyn Du Botting                                              | Du Botting Originals                     |
| 1998 | Phoenix                | Spy Alley                                                                 | William Stephenson                                             | Spy Alley Partners                       |
| 1998 | Phoenix                | Wadjet                                                                    | Dee Pomerleau                                                  | Timbuk II                                |
| 1999 | Seattle                | Concordances Apples to Apples                                             | Matthew Kirby Mark Alan Osterhaus                              | Tactic                                   |
| 1999 | Seattle                | Bollox (auch Bōku, Bolix)                                                 | Rob Nelson                                                     | Cadaco                                   |
| 1999 | Seattle                | Doubles Wild                                                              | Andy Daniel                                                    | Enginuity Games                          |
| 1999 | Seattle                | Fluxx                                                                     | Andrew Looney                                                  | Looney Labs                              |
| 1999 | Seattle                | Quiddler                                                                  | Marsha Falco                                                   | Set Enterprises                          |
| 2000 | Atlanta                | 3 Stones                                                                  | Andy Daniel                                                    | Enginuity Games                          |
| 2000 | Atlanta                | Finish Lines                                                              | —                                                              | Games For All Reasons                    |
| 2000 | Atlanta                | Imagine… iMAgiNiff…                                                       | Andrew Lawson Jack Lawson                                      | Tactic                                   |
| 2000 | Atlanta                | Time's Up!                                                                | Peter Sarrett                                                  | Repos Production Asmodée                 |
| 2000 | Atlanta                | ZÈRTZ                                                                     | Kris Burm                                                      | Don & Co Gigamic                         |
| 2001 | Medina                 | Brainstrain                                                               | DJ Calhoun                                                     | Chuckle Games Company                    |
| 2001 | Medina                 | Dao                                                                       | Ben van Buskirk Jeff Pickering                                 | PlayDao.com                              |
| 2001 | Medina                 | Fits Shapes Up!                                                           | Charles B. Phillips Ronald Wiecek                              | Ravensburger                             |
| 2001 | Medina                 | Metro                                                                     | Dirk Henn                                                      | Queen Games                              |
| 2001 | Medina                 | Thepollgame                                                               | —                                                              | thepollgame LLC                          |
| 2002 | Minneapolis            | Curses!                                                                   | Brian Tinsman                                                  | Play All Day Games                       |
| 2002 | Minneapolis            | DVONN                                                                     | Kris Burm                                                      | Don & Co Gigamic                         |
| 2002 | Minneapolis            | Muggins!                                                                  | —                                                              | Muggins Math                             |
| 2002 | Minneapolis            | Smart Mouth                                                               | Theo et Ora Coster                                             | Binary Arts                              |
| 2002 | Minneapolis            | The Legend of Landlock                                                    | Edith Schlichting                                              | Gamewright                               |
| 2003 | Houston                | Blokus                                                                    | Bernard Tavitian                                               | Sekkoïa Winning Moves                    |
| 2003 | Houston                | Cityscape                                                                 | Sjaak Griffioen                                                | Pin International                        |
| 2003 | Houston                | Fire & Ice                                                                | Jens-Peter Schliemann                                          | Pin International                        |
| 2003 | Houston                | Octiles                                                                   | Dale Walton                                                    | Pin International                        |
| 2003 | Houston                | Trans America                                                             | Franz-Benno Delonge                                            | Winning Moves                            |
| 2004 | Chicago                | Europatour (auch Europa-Tour) 10 Days in Africa/USA                       | Alan R. Moon Aaron Weissblum                                   | Schmidt Spiele Out of the Box Publishing |
| 2004 | Chicago                | Basari                                                                    | Reinhard Staupe                                                | F.X. Schmid Out of the Box Publishing    |
| 2004 | Chicago                | Die Brücken von Shangrila The Bridges of Shangri-La                       | Leo Colovini                                                   | Kosmos                                   |
| 2004 | Chicago                | Rumis                                                                     | Stefan Kögl                                                    | Murmel                                   |
| 2004 | Chicago                | YINSH                                                                     | Kris Burm                                                      | Don & Co Gigamic                         |
| 2005 | Tampa                  | DaVinci's Challenge                                                       | —                                                              | Briarpatch                               |
| 2005 | Tampa                  | Einfach Genial                                                            | Reiner Knizia                                                  | Kosmos Tilsit                            |
| 2005 | Tampa                  | Loot basierend auf Pirat/Korsar                                           | Reiner Knizia                                                  | Tilsit Gamewright Amigo                  |
| 2005 | Tampa                  | Niagara                                                                   | Thomas Liesching                                               | Zoch Gigamic                             |
| 2005 | Tampa                  | Zendo                                                                     | Kory Heath                                                     | Icehouse Games                           |
| 2006 | Portland               | Deflexion (seither als Khet bekannt)                                      | Del Segura Luke Hooper Michael Larson                          | Innovention Toys LLC                     |
| 2006 | Portland               | Hive                                                                      | John Yianni                                                    | Gigamic                                  |
| 2006 | Portland               | Keesdrow                                                                  | Donald Meyer                                                   | Pywacket                                 |
| 2006 | Portland               | Pentago                                                                   | Tomas Flodén                                                   | Mindtwister                              |
| 2006 | Portland               | Wits & Wagers                                                             | Dominic Crapuchettes                                           | North Star Games                         |
| 2007 | Pittsburgh             | Gemlok                                                                    | Donald Meyer                                                   | Pywacket Games                           |
| 2007 | Pittsburgh             | Gheos                                                                     | René Wiersma                                                   | Z-Man Games                              |
| 2007 | Pittsburgh             | Hit or Miss                                                               | Garrett J. Donner, Michael S. Steer, Brian S. Spence           | Gamewright                               |
| 2007 | Pittsburgh             | Qwirkle                                                                   | Susan McKinley Ross                                            | MindWare                                 |
| 2007 | Pittsburgh             | Skullduggery                                                              | K. Allegra Vernon                                              | Outset Media Games                       |
| 2008 | Phoenix                | AmuseAmaze                                                                | Ethan Goffman                                                  | HL Games                                 |
| 2008 | Phoenix                | eye know                                                                  | —                                                              | Wiggles 3D Inc.                          |
| 2008 | Phoenix                | Jumbulaya                                                                 | Julie Archer, Karl Archer                                      | Platypus Games                           |
| 2008 | Phoenix                | Pixel                                                                     | Ariel Laden                                                    | Educational Insights                     |
| 2008 | Phoenix                | Tiki Topple                                                               | Keith Meyers                                                   | Gamewright                               |
| 2009 | Ft. Mitchell, Kentucky | Cornerstone (Brettspiel)                                                  | Matt Mette                                                     | Good Company Games LLC                   |
| 2009 | Ft. Mitchell, Kentucky | Dominion                                                                  | Donald X. Vaccarino                                            | Rio Grande Games                         |
| 2009 | Ft. Mitchell, Kentucky | Marrakech (deutscher Titel: Suleika)                                      | Dominique Ehrhard                                              | Gigamic / Zoch Verlag                    |
| 2009 | Ft. Mitchell, Kentucky | Stratum                                                                   | José L. Navas                                                  | Family Games America Inc.                |
| 2009 | Ft. Mitchell, Kentucky | Tic-Tac-Ku                                                                | —                                                              | Mad Cave Bird Games                      |
| 2010 | San Diego              | Anomia                                                                    | Andrew Innes                                                   | Anomia Press                             |
| 2010 | San Diego              | Dizios                                                                    | Nicholas Cravotta                                              | MindWare                                 |
| 2010 | San Diego              | Forbidden Island (Die verbotene Insel)                                    | Matt Leacock                                                   | Gamewright                               |
| 2010 | San Diego              | Word on the Street                                                        | Jack Degnan                                                    | Out of the Box Publishing                |
| 2010 | San Diego              | Yikerz!                                                                   | —                                                              | Wiggles 3D Incorporated                  |
| 2011 | Albany, New York       | InStructures                                                              | Jane's Games                                                   | Jane's Games                             |
| 2011 | Albany, New York       | Pastiche                                                                  | Sean D. MacDonald                                              | Gryphon Games                            |
| 2011 | Albany, New York       | Pirate Versus Pirate                                                      | Max Winter Osterhaus                                           | Out of the Box Publishing                |
| 2011 | Albany, New York       | Stomple                                                                   | Greg Zima                                                      | Spin Master                              |
| 2011 | Albany, New York       | Uncle Chestnut's Table Gype                                               | Paul E. Nowak, Christopher Nowak                               | Eternal Revolution                       |
| 2012 | Herndon                | Coerceo                                                                   | —                                                              | Coerceo Company                          |
| 2012 | Herndon                | iota                                                                      | Gene Mackles                                                   | Gamewright                               |
| 2012 | Herndon                | Mine Shift                                                                | John A. Forte Jr.                                              | MindWare                                 |
| 2012 | Herndon                | Snake Oil                                                                 | Jeff Ochs                                                      | Snake Oil, LLC                           |
| 2012 | Herndon                | Tetris Link                                                               | —                                                              | Techno Source                            |
| 2013 | St. Louis              | Forbidden Desert                                                          | Matt Leacock                                                   | Gamewright                               |
| 2013 | St. Louis              | Ghooost!                                                                  | Richard Garfield                                               | Iello                                    |
| 2013 | St. Louis              | KerFlip!                                                                  | Damon Tabb                                                     | Creative Foundry Games                   |
| 2013 | St. Louis              | Kulami                                                                    | Andreas Kuhnekath                                              | Steffen Spiele                           |
| 2013 | St. Louis              | Suburbia                                                                  | Ted Alspach                                                    | Bézier Games                             |
| 2014 | Austin                 | Euphoria: Build a Better Dystopia                                         | Jamey Stegmaier, Alan Stone                                    | Stonemaier Games                         |
| 2014 | Austin                 | Gravwell: Escape from the 9th Dimension                                   | Corey Young                                                    | Cryptozoic Entertainment                 |
| 2014 | Austin                 | Pyramix                                                                   | Tim Roediger                                                   | Gamewright                               |
| 2014 | Austin                 | Qwixx                                                                     | Steffen Benndorf                                               | Gamewright                               |
| 2014 | Austin                 | The Duke                                                                  | Matt Heerdt                                                    | Catalyst Game Labs                       |
| 2015 | San Diego              | Castles of Mad King Ludwig                                                | Ted Alspach                                                    | Bézier Games                             |
| 2015 | San Diego              | Dragonwood                                                                | Darren Kisgen                                                  | Gamewright                               |
| 2015 | San Diego              | Lanterns: The Harvest Festival                                            | Christopher Chung                                              | Renegade Game Studios und Foxtrot Games  |
| 2015 | San Diego              | Letter Tycoon                                                             | Brad Brooks                                                    | Ad Magic/Breaking Games                  |
| 2015 | San Diego              | Trekking the National Parks                                               | Charlie Bink                                                   | Bink Ink                                 |
| 2016 | Wheeling               | Circular Reasoning                                                        | Tomer Braff, Edward Stevenson                                  | Breaking Games                           |
| 2016 | Wheeling               | Favor of the Pharaoh                                                      | Thomas Lehmann                                                 | Bézier Games                             |
| 2016 | Wheeling               | The Last Spike                                                            | Tom Dalgliesh                                                  | Columbia Games                           |
| 2016 | Wheeling               | New York 1901                                                             | Chénier La Salle                                               | Blue Orange Games                        |
| 2016 | Wheeling               | World's Fair 1893                                                         | J. Alex Kevern                                                 | Renegade Game Studios                    |
| 2017 | Herndon                | Amalgam                                                                   | —                                                              | Simply Fun                               |
| 2017 | Herndon                | Around the World in 80 Days                                               | David Parlett                                                  | Iello Games                              |
| 2017 | Herndon                | Clank!: A Deck Building Adventure                                         | Paul Dennen                                                    | Renegade Game Studio                     |
| 2017 | Herndon                | Harry Potter: Hogwarts Battle                                             | Forrest-Pruzan Creative, Kami Mandell, Andrew Wolf             | USAOPOLY                                 |
| 2017 | Herndon                | Imagine                                                                   | Shingo Fujita, Shotaro Nakashima, Motoyuki Ohki, Hiromi Oikawa | Gamewright Inc.                          |
| 2018 | Herndon                | Azul                                                                      | Michael Kiesling                                               | Plan B Games                             |
| 2018 | Herndon                | Constellations: The Game of Stargazing and the Night Sky                  | Dante Lauretta, Ian Zang                                       | Xtronaut Enterprises                     |
| 2018 | Herndon                | Ex Libris                                                                 | Adam P. McIver                                                 | Renegade Game Studio                     |
| 2018 | Herndon                | Photosynthesis                                                            | Hjalmar Hach                                                   | Blue Orange Games                        |
| 2018 | Herndon                | Raiders of the North Sea                                                  | Shem Phillips                                                  | Renegade Game Studio                     |
| 2019 | Herndon                | Architects of the West Kingdom                                            | S J Macdonald, Shem Phillips                                   | Renegade Game Studio                     |
| 2019 | Herndon                | Gizmos                                                                    | Phil Walker-Harding                                            | CMON INC                                 |
| 2019 | Herndon                | Gunkimono                                                                 | Jeffrey D. Allers                                              | Renegade Game Studio                     |
| 2019 | Herndon                | Planet                                                                    | Urtis Šulinskas                                                | Blue Orange Games                        |
| 2019 | Herndon                | Victorian Masterminds                                                     | Antoine Bauza, Eric M. Lang                                    | CMON INC                                 |
| 2020 | nicht stattgefunden    | —                                                                         | —                                                              | —                                        |
| 2021 | Herndon                | Bermuda Pirates                                                           | Jeppe Norsker                                                  | FoxMind Games                            |
| 2021 | Herndon                | ClipCut Parks                                                             | Shaun Graham, Scott Huntington                                 | Renegade Game Studio                     |
| 2021 | Herndon                | Gates of Delirium                                                         | Jordan Goddard, Mandy Goddard                                  | Renegade Game Studio                     |
| 2021 | Herndon                | Gridopolis                                                                | n.n.                                                           | Gridopolis Games                         |
| 2021 | Herndon                | Ishtar: Gardens of Babylon                                                | Bruno Cathala, Evan Singh                                      | iello USA                                |
| 2021 | Herndon                | Kodama 3D                                                                 | Daryl Andrews, Erica Bouyouris                                 | Indie Boards and Cards                   |
| 2021 | Herndon                | Mental Blocks                                                             | Jonathan Gilmour, Micah Sawyer                                 | Pandasaurus Games                        |
| 2021 | Herndon                | Stripes                                                                   | Maxine Ekl                                                     | Breaking Games                           |
| 2021 | Herndon                | Village Pillage                                                           | Peter C. Hayward, Tom Lang                                     | Jellybean Games                          |
| 2021 | Herndon                | Who knows who                                                             | —                                                              | Digby Doo                                |
| 2022 | Herndon                | Atheneum: Mystic Library                                                  | L'Atelier                                                      | Renegade Game Studio                     |
| 2022 | Herndon                | Genotype: A Mendelian Genetics Game                                       | John Coveyou, Paul Salomon, Ian Zang                           | Genius Games LLC                         |
| 2022 | Herndon                | Life of a Chameleon                                                       | Jake Jenne                                                     | Last Night Games                         |
| 2022 | Herndon                | Miyabi                                                                    | Michael Kiesling                                               | HABA                                     |
| 2022 | Herndon                | Shifting Stones                                                           | J. Evan Raitt                                                  | Gamewright                               |
| 2023 | Herndon                | Akropolis                                                                 | Jules Messaud                                                  | Hachette Boardgames                      |
| 2023 | Herndon                | boop.                                                                     | Scott Brady                                                    | Smirk & Dagger Games                     |
| 2023 | Herndon                | Gartenbau                                                                 | David Abelson, Alex Johns                                      | 25th Century Games                       |
| 2023 | Herndon                | Mille Fiori                                                               | Reiner Knizia                                                  | Devir Games                              |
| 2023 | Herndon                | Trekking Through History                                                  | Charlie Bink                                                   | Underdog Games LLC                       |
| 2024 | Herndon                | Abducktion                                                                | Evan Katz, Josh Roberts                                        | Very Special Games                       |
| 2024 | Herndon                | First in Flight: A Historical Aviation Board Game                         | Matthew O'Malley, Ben Rosset                                   | Genius Games LLC                         |
| 2024 | Herndon                | In the Footsteps of Darwin                                                | Grégory Grard, Matthieu Verdier                                | Hachette Boardgames                      |
| 2024 | Herndon                | The Vale of Eternity                                                      | Eric Hong                                                      | Renegade Game Studios                    |
| 2024 | Herndon                | Wandering Towers                                                          | Michael Kiesling, Wolfgang Kramer                              | Capstone Games                           |
| 2025 | Herndon                | Agueda: City of Umbrellas                                                 | Dustin Dobson, Milan Zivkovic                                  | 25th Century Games                       |
| 2025 | Herndon                | Diatoms                                                                   | Sabrina Culyba                                                 | 25th Century Games / Ludoliminal         |
| 2025 | Herndon                | Farms Race (Deluxe Edition)                                               | Daniel Dranove, Tom Weiner                                     | Medium Brow Games                        |
| 2025 | Herndon                | Hutan: Ein Wald voller Leben                                              | Asger Harding Granerud, Daniel Skjold Pedersen                 | USAopoly                                 |
| 2025 | Herndon                | Plundering Times                                                          | Reiner Knizia                                                  | SimplyFun                                |
| 2025 | Herndon                | Treasure of the Dragons                                                   | Reiner Knizia                                                  | FoxMind Games                            |